# Hackneyed
Hackneyed (engl. für abgedroschen) war eine deutsche Death-Metal-Band aus Abtsgmünd, Baden-Württemberg.

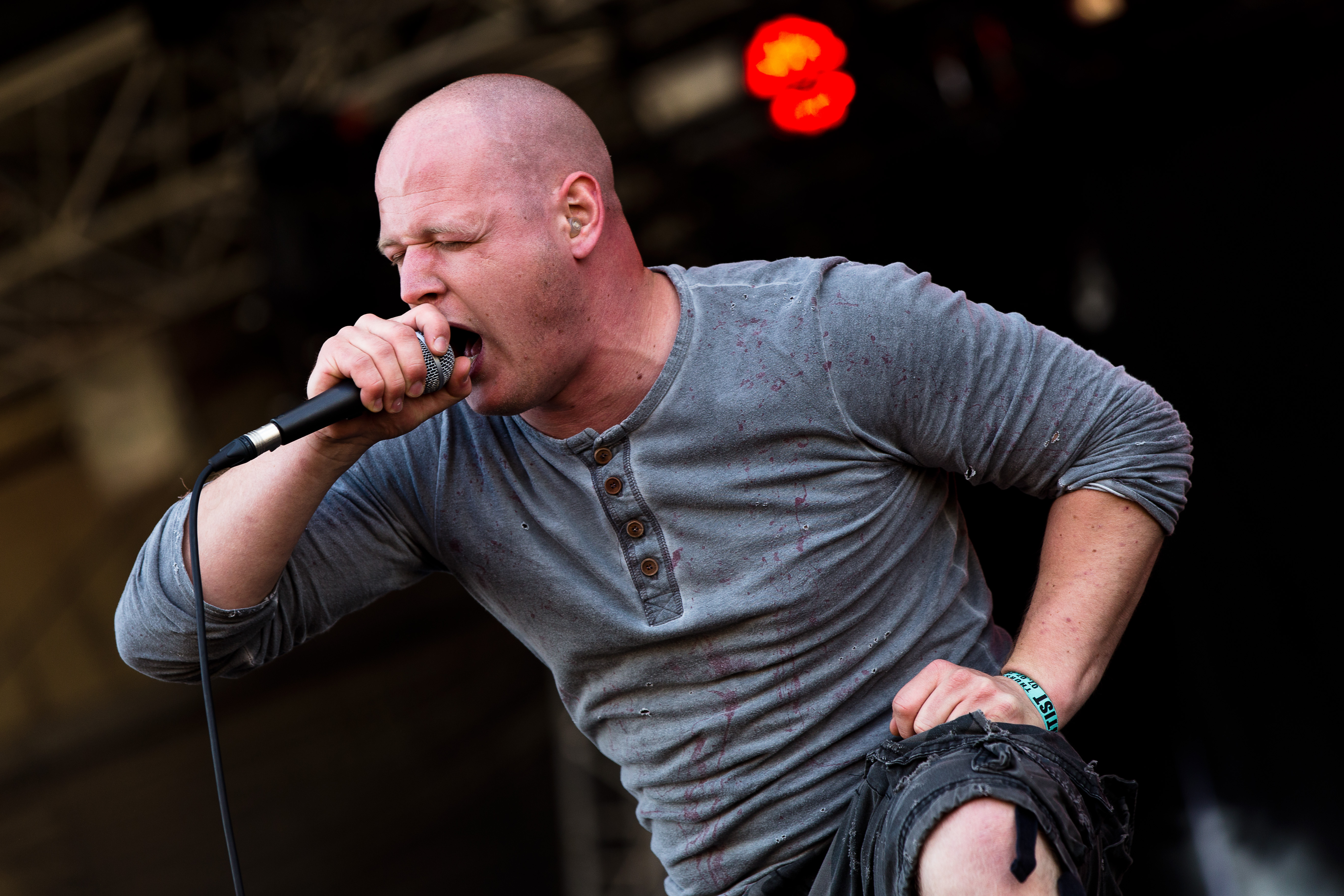
Sänger Philipp Mazal auf dem Rockharz 2016

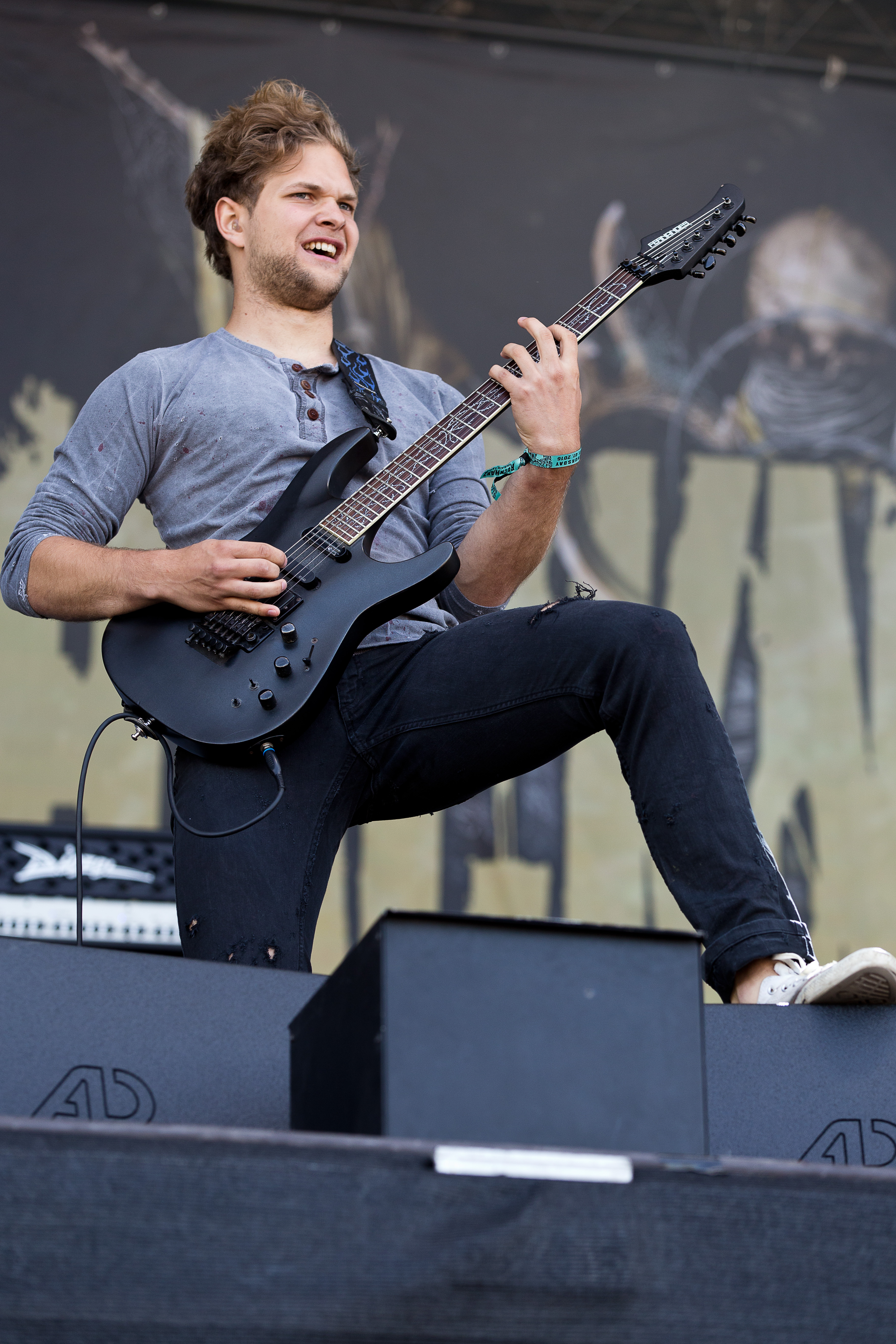
Gitarrist Devin Cox auf dem Rockharz 2016

## Geschichte
Hackneyed wurde 2006 von Philipp Mazal (Gesang) und Tim Cox (Schlagzeug) gegründet. Kurz darauf stießen Gitarristin Lydia und Bassist Felix Papp zur Band. In dieser Besetzung spielten sie ihren ersten Gig, woraufhin Lydia aufgrund gesundheitlicher Probleme die Band jedoch wieder verließ. Weil die Band auf der Suche nach einem Gitarristen in Alex Büttner einen Bassisten fand, wechselte der bisherige Bassist Felix Papp an die Gitarre. Bald komplettierte der damals 14-jährige Devin Cox als zweiter Gitarrist die Band. Es folgten Festivalauftritte mit Debauchery, End of Green und Fear My Thoughts, auf denen Plattenchef Achim Ostertag auf die Band aufmerksam wurde.
Nachdem das Debütalbum Death Prevails im Juli 2008 fertiggestellt wurde, schickte Ostertag es an diverse Labels, unter anderem auch an Nuclear Blast, die Hackneyed schließlich unter Vertrag nahmen. Im August 2008 folgte der erste Auftritt auf dem Summer-Breeze-Festival.
Im Frühjahr 2009 verließ Felix Papp die Band und wurde durch Kevin "Juan" Sierra ersetzt, mit dem man das zweite Studioalbum Burn After Reaping aufnahm. Es wurde im August 2009 veröffentlicht. Zudem spielte die Band auf dem With-Full-Force-Festival.
Im Juni 2010 gab die Band den Ausstieg Alex Büttners bekannt, welcher durch Bassistin Martina "Tini" Wuttke ersetzt wurde. Anschließend spielte die Band auf dem Wacken Open Air.
Seit März 2011 arbeitet die Band mit dem Label Lifeforce Records zusammen. Über dieses wurde im August 2011 das dritte Album Carnival Cadavre veröffentlicht.
Ende 2011 trennte sich die Band von Juan und Tini. 2012 stießen deshalb Fabian und Philipp Fink von der befreundeten Band Necrotted zur Band hinzu. Im selben Jahr wurden diverse Festivals gespielt, man ging mit Arch Enemy auf Tour und absolvierte den ersten Auftritt in den USA auf dem Barge to Hell.
Anfang 2013 wurde es ruhig um Hackneyed, da sich die Band zurückzog, um neue Songs für ihr viertes Album zu schreiben, welches Anfang 2014 im Tonstudio Würzburg gemeinsam mit Nikita Kamprad (Der Weg einer Freiheit) aufgenommen. Im Sommer 2014 gab die Band ihr Live-Comeback, u. a. auf dem Summer Breeze.
Im Mai 2015 erschien das neue Album Inhabitants of Carcosa über das bandeigene Label CoMa Tone Records, dessen Veröffentlichung eine CD-Release Tour mit der befreundeten Band Necrotted, folgte. Im Sommer spielten Hackneyed zudem auf einigen Festivals, wie dem Out and Loud oder dem Summer Breeze.
Am 1. Oktober 2016 spielten Hackneyed mit Unterstützung der Bands Undertow, Skeleton Pit, Scarsign und Dawn of Dreams in Aalen ihr offizielles Abschiedskonzert.

## Stil
Hackneyed spielten auf ihrem Debütalbum noch eher Death Metal der alten Schule, auf Burn After Reaping überwiegt jedoch die Melodie im Death Metal. Mit Carnival Cadavre etablierte die Band diesen Stil.
Sänger Philipp Mazal verwendet ausschließlich gutturalen Gesang.

## Diskografie

### Demos
- 2006: Demo 2006

### Alben
- 2008: Death Prevails (Nuclear Blast)
- 2009: Burn After Reaping (Nuclear Blast)
- 2011: Carnival Cadavre (Lifeforce Records)
- 2015: Inhabitants of Carcosa (CoMa Tone Records)

### Musikvideos
- 2008: Gut Candy
- 2009: Deatholution
- 2014: The Flaw of Flesh